# Anamnese (filosofia)
Anamnese, (em grego clássico: ἀνάμνησις anamnésis) na filosofia de Platão, consiste no esforço progressivo pelo qual a consciência individual remonta, da experiência sensível para o mundo das ideias.

## Fédon
Para Platão, a morte é uma projeção para o desconhecido, porém, ao mesmo tempo, ele aponta para este desconhecido, mostrando que lá está a possibilidade de se conhecer o que é pleno, (tò íson, o igual em si mesmo), neste escrito Sócrates afirma que o saber é uma rememoração, isto é, que o aprender é recordar, uma derivação do mesmo raciocínio sobre a morte como realização da filosofia, pois, se o viver provém da morte, então o que aprendemos vivendo é uma recordação da morte de onde viemos.